# Great Barton
Great Barton – wieś w Anglii, w hrabstwie Suffolk, w dystrykcie West Suffolk. Leży 36 km na północny zachód od miasta Ipswich i 105 km na północny wschód od Londynu.